# Вальрант, Хуберт
Ху́берт Ва́льрант (Hubert Waelrant; 1516 или 1517 — 19.11.1595, Антверпен) — фламандский композитор, музыкальный педагог, нотоиздатель, теоретик музыки. Вальранту приписывают разработку новаторской семиступенной сольмизации (так называемую боцедизацию) и внедрение в традиционную Гвидонову сольмизацию слога Si.

## Очерк биографии и творчества
Учился, вероятно, в Италии у Адриана Вилларта. С 1544 года работал в кафедральном соборе Антверпена и в других городских церквах сначала певчим, затем руководителем церковного хора. В организованной им в 1553 году музыкальной школе, вероятно, разработал и внедрил собственную систему (семиступенной) сольмизации, которая больше соответствовала тогдашней музыкальной практике, чем традиционная (шестиступенная) Гвидонова. В 1554—1558 гг. совместно с печатником Яном де Латом (Jan de Laet) в Антверпене занимался нотоиздательской деятельностью, всего фирма издала 16 качественно выполненных нотных сборников.
Автор различной (исключительно вокальной) духовной и светской музыки. Одним из первых в Нидерландах начал сочинять в итальянской манере (мадригалы и неаполитанские канцонетты, всего около 60 пьес), писал также в популярном в середине века в Париже жанре шансон (всего около 40 пьес). Любопытно, что итальянские мадригалы и французские шансон Вальрант издавал в том числе и под одной обложкой (сборник 1558). Светской музыки на национальном языке в наследии Вальранта практически нет (сохранились 2 песни —  "Als ick u vinde" и "Ghelijc den dach hem baert"). Мотеты на духовные тексты (обычно на 5-6 голосов, всего более 30) опубликованы в «мультикомпозиторских» нотных сборниках в 1550-е гг. (в том числе сборник Sacrae cantiones, 1554). Сохранились 5 интабуляций итальянской музыки Вальранта. в т. ч. его популярного мадригала «Vorria morire».